# Саймон Сіісо Гріффіт
Саймон Сіісо Гріффіт (1905 — 26 грудня 1940) — шостий верховний вождь Басутоленду (сучасне Лесото).
Успадкував престол 1939 року після смерті свого дядька Натаніеля Гріффіта. Його правління виявилось нетривалим, вже наступного року вождь помер. Відповідно до медичних документів причиною смерті стала гангрена, втім деякі джерела вважають, що монарха отруїли.
Оскільки на момент смерті Саймона Сіісо його сину, майбутньому королю Мошвешве II, було лише два роки, регентом при ньому став генерал Габасане Масофа.